# 三里屯优衣库视频事件

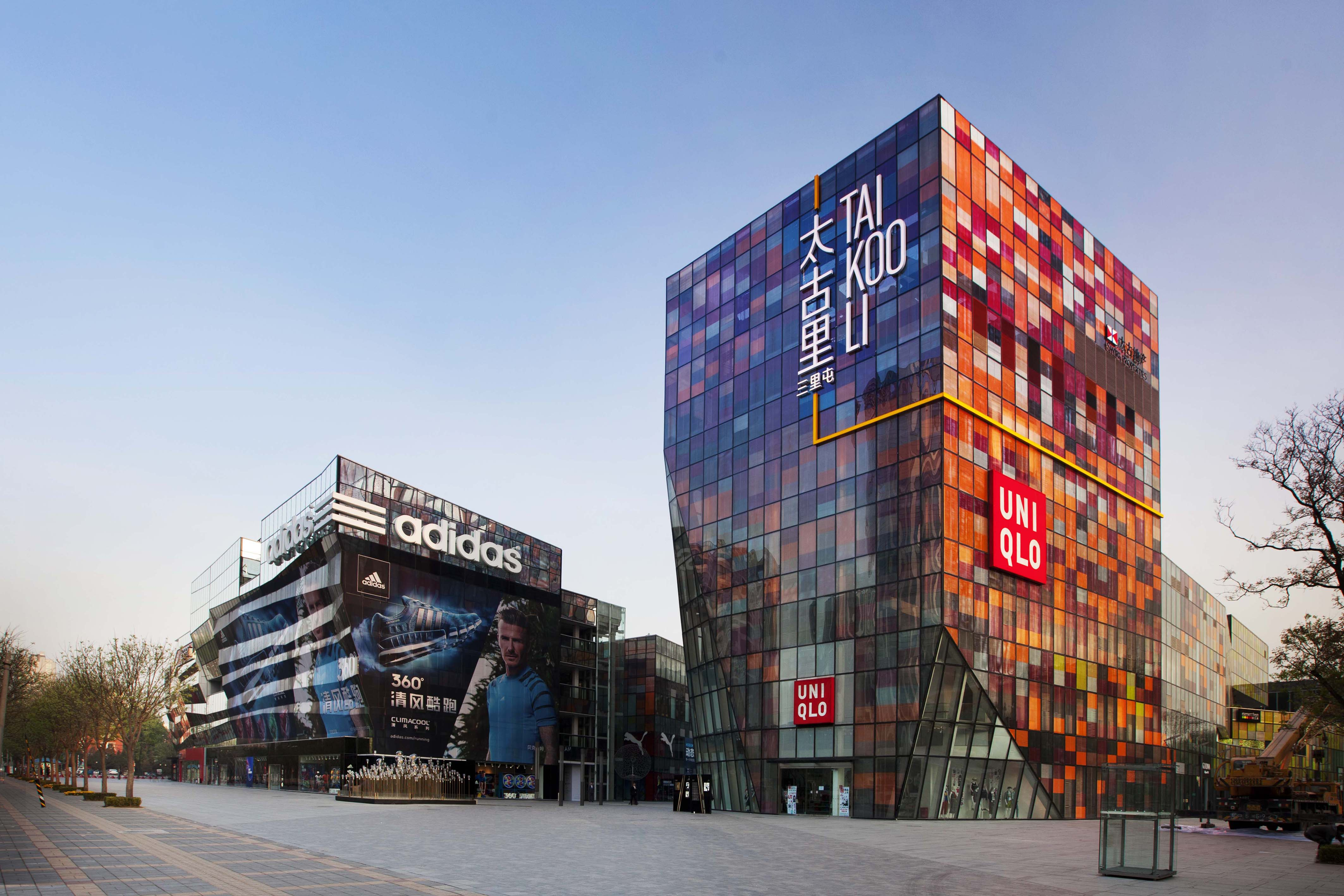
图为涉事的优衣库三里屯门店

三里屯优衣库视频事件是指2015年7月14日晚间，一个内容为一对青年男女在试衣间内发生露骨性行为的视频在中国网络（如微博、微信等平台）上广泛传播并引起网民讨论及转发的舆情热点事件。后有网民根据视频中商场提示音指此地点为坐落于北京市三里屯的一家优衣库门店，引发众多网民关注并纷纷前往该门店前合影。“优衣库”、“试衣间”一时间成为微博搜索热词，其有关该事件的搜索曾占据微博热搜榜佔全部之前十名。

## 事件经过
2015年7月14日晚间至凌晨时分，一段1分11秒的不雅视频在微博等网络平台大范围传开，并被冠以“优衣库视频”、“三里屯优衣库视频”等名称。视频内容为一对青年男女在试衣间内发生露骨性行为，视频中男女有对话，但过于模糊，难以听清。画面中的一对男女面对试衣间镜子，褐色长卷发的女子上身全裸，裤子脱至膝盖处，搔首弄姿，而黑衣男子紧贴其身后，始终淡定地举着手机拍摄两人发生性行为的过程。不过，有网友根据视频中的位置以及试衣间外面的导购声音确定此事发生在北京三里屯优衣库试衣间。
据网友爆料称，这段不雅视频于7月13日开始就在微信朋友圈流传开，网传系视频女主角手机丢失，导致视频流出。至于为何会在7月14日晚间突然爆发，则不得而知。不过这一说法说法尚未得到确认。同时有网民表示怀疑，认为这是优衣库方面主导的一次营销手段，这一说法得到众多网民认可。
之后，网络上又曝出疑似女主角与其女性友人的微信对话，对话中女主角否认和男主角是情侣关系，两人只是初次见面，聊了会天。二人初次見面即發生關係，男方為“留念”拍下短片。不過，有網民起底指二人疑為北京的大學生，有照片顯示二人早已認識，質疑事件屬炒作。但有網友分析，這很可能是業者用不知名的職業演員宣傳，照常理在這種公眾場合，女方都會很緊張，還會捂嘴怕被外面的人聽到，但视频中女主角卻神態自若，感覺如同彩排過一般。
在舆论的热切关注下，视频中男女主角的微博也疑似被人曝光。被点名的微博“当事人”@张SHELL-以及@屁颠屁颠林小兴在凌晨2时左右发表微博严词否认。有网民对男女主角发起人肉搜索并声称已确认男女主姓名、手机号、微信号、微博账号。其中被指是男主的微信号在其个人签名上写道“别加我，男主真的不是我，真的”，被指是女主的微信号则无法搜索得到。视频流出后，甚至傳出女主角反嗆网友的言论。但账号后遭清空，无法查证。此后，网民发起了第二轮人肉搜索，对比照片后有网民指出，真正的当事人是微博用户@elaine-501和@侯天旭KennyHou。另有报道称，微博網友@Elaine_051坦承是影片女主角，男主則是@christianRussel，不過目前2位微博用戶帳號已遭移除，無法辨識真偽。有微博账号爆料，视频中男子侯天旭、女子余艺均为北京联合大学商务学院学生，并发布两人微博号。截图显示，随后疑似当事女子发微博声称承认自己系视频中女主角。还有网友将疑似男女主角的照片、微信号、手机号甚至护照信息等上传网络。目前，上述两个账号已经删除所有微博内容。有记者试图依据网上提供的联系方式找到当事人，但未果。但据网友截图指出，所提及的俩人曾在微博发布合影，不可能是当天才在店里认识。
稍晚时分，《南华早报》中文网总编辑郑维在其微博账户上贴出一个抹掉所有关键信息的微信对话截图，其中有疑似营销人员称：“我们传播时间有限，只有一个小时的引爆时间，目前来看效果已经达到预期，后续的就是常规的事件跟踪流量引导了。”“微信传播是意外收获，其他服装品牌我们给过文案，互动效果不错。”他评论称此事件系营销手段。
视频在网络上流传后，引发众多网民热议。同时也引发了一些“段子手”（即专门炮制笑话段子的人）的调侃，同时亦有其他品牌借此一事件发表相关宣传文案，推高了网络上对于此事件的讨论热潮。
视频曝光后，有网店店主在网购网站淘宝上销售以视频事件为主题的，并命名为“三里屯試衣間主題短袖TEE make love in everywhere”。还有网店店主在线销售视频中男女主角同款的T恤及内衣裤，虽然价格低廉但乏人问津，后相关商品信息遭到删除。
7月15日下午，微博用户@侯天旭KennyHou发微博称其本人为视频中男子，他不知视频如何被泄露，“不知道是手机中毒还是电脑中毒”，录视频是因“我和女朋友当时要分开一段时间”。该用户还表示，希望公众给予部分私人空间，勿再借由舆论施压。同日，北京联合大学商务学院宣传科一郭姓老师称，疑似男性当事人侯某确系该学院2014级毕业生，但未确定其是否为视频中男子，视频中女子非该校学生，学校目前无法直接联系到学生本人。
因视频涉及不雅內容，微博上相關討論均遭刪除。7月15日起，中国互联网监管当局协同主要传媒网站开始有目的地清除网络上流传的此一视频且清除工作基本完成，但仍有部分用户通过社交媒体转发或是私下里传播这一视频。
据北京电视台《法制进行时》节目报道，7月15日晚上，北京警方带走包括视频中男女主角等5人进行调查。其中，男女主角只是了解情况，其余3人是涉嫌利用网络传播淫秽物品。报道还指，视频中的男子已经踏入社会工作，而女子则是一名大学生，警方调查主要围绕两个方面：
1. 视频发布者为何人
2. 该事件是否为商家炒作营销[13][14]

7月18日左右，微信平台传出视频事件女主角“跳楼自杀”的消息，并附上所谓现场图片。后被证伪，网传图片为2014年发生在四川省都江堰另一起事件的坠楼现场，被部分网民移花接木。
7月19日晚间，北京警方通过“平安北京”微博账号通报对于该事件的调查情况，通报指，已有1人因涉嫌传播淫秽物品罪被刑事拘留、3人被行政拘留。通报称，视频中的两名当事人于4月中旬在试衣间内发生性关系并用手机拍摄视频，在将视频传递给微信朋友时流出，并被上传至互联网。在视频传遍网络后，视频事件中的两名当事人向公安机关报警。警方经过调查先后将19岁的黑龙江齐齐哈尔籍男子孙某某等人控制。警方认定，孙姓男子将淫秽视频上传至新浪微博的行为涉嫌传播淫秽物品罪，对其依法采取刑事拘留，另外3人因传播淫秽信息被依法行政拘留。警方表示，对于视频中的两名当事人正在进一步处理中。
2018年，当事人余艺在抖音上出现，在怀孕的情况下挺着大肚跳舞，引起网友争议。

## 舆论质疑
事件在网络上引起热烈讨论后，有网民怀疑，这一事件是优衣库方面进行的一次营销，并评论称“午夜12点所有在线的人都为优衣库免费做了市值1200万的广告”。据报道，在优衣库三里屯店面门前采访时，有从事广告行业的行人向记者表示“现在这种形式的营销挺多的”，也有人认为这一视频系当事人中一方故意流出，以利用网络骂声博取名利。
有网民通过对视频进行逐帧分析，发现诸多“疑点”，质疑视频中男子和女子发生行为前经过多次排练，且男子动作异常。指男子多次变换视角，且取下了手机壳以实现最好的收音效果，故意将店中导购背景音录下，让公众依据视频辨识出地点。通过对涉事男子衣着辨识，认为视频事件发生在2015年3月，而在相隔数月后放出，是为了等待商场视频监控设施例行清空数据，使警方无法调查。网友分析“营销目的”，认为起因在于优衣库和京东于2014年7月推出的在线试衣功能在市场上遇冷，营销部门遂决定推出新的推广策略，并于2015年3月敲定方案，借试衣间事件博取眼球，并趁商场视频清空的时机放出视频，引爆舆论。在凌晨时段流出该视频，以掩盖“监管缺失”的责任，为舆论发酵争取时间。且事件发生后，中国主要搜索引擎百度封锁了所有该事件的视频及暴露图片，以阻击商业对手腾讯旗下的京东推出的这一“营销手段”。而腾讯对于在其平台上传播的相关视频则采取了“默许”态度，疑与此相关。
虽然优衣库方面对此事件系营销予以否认，但部分网民仍坚持认为这是优衣库的营销手段。许多互联网观察人士认同优衣库的声明，认为优衣库作为传统日企，基本上不可能做这种破坏企业形象的营销，这不符合优衣库长期以来谋求塑造的企业形象。有互联网营销业内人士在接受采访时表示，现在“伤风败俗”也成为一些品牌吸引眼球的卖点，不以为耻反以为荣。他还表示，如果这个事件实属营销行为，是“营销人的羞耻”。

## 各方回应
- 优衣库：7月15日早晨，优衣库通过官方微博发文称，对网络热传视频事件给予高度关注。同时还敦促消费者遵守社会公德，维护社会正义，正确与妥善使用其提供的试衣间。此外，优衣库官方同时否认了网络所指的营销猜测，称警方带走的人当中并无优衣库方面人员。[23]
- 北京警方：7月15日中午，北京市公安局通过其官方微博“平安北京”在中午发布消息称其陆续收到网友举报，称网上流传“朝阳区某服装店试衣间不雅视频”。朝阳警方对此高度重视，目前已介入调查。[24]而在有传媒询问北京市公安局朝阳分局三里屯派出所工作人员时，相关警员以“不清楚这回事儿”拒绝了采访。[25]有北京警界人士在接受媒体采访时表示，首先会确定视频流出的来源，并鉴定其是否构成淫秽视频。如果发布者为当事人本人，将会依法追究当事人的法律责任，如果当事人本人并不知情，由其它网友在网络发布，则会追究最早发布该视频的网友的法律责任。[26]15日晚，北京警方將涉事男女主角等5人帶走調查。[27]
- 国家网信办：7月15日晚7时许，中国国家互联网信息办公室在其官网上发文称其已约谈新浪、腾讯负责人，责令其切实履行好企业主体责任，积极配合有关部门开展调查。文中引述网信办移动网络管理局负责人表示，“试衣间不雅视频”在网上“病毒式”传播，突破“七条底线”，严重违背社会主义核心价值观，微博、微信是主要传播平台。他同时强调，新浪、腾讯必须进一步提高社会责任意识，全面落实企业主体责任，完善制度，加强管理，并积极主动配合好相关调查工作。负责人亦指，对制作、复制、出版、贩卖、传播淫秽电子信息等涉嫌构成犯罪的，依法追究刑事责任。[28]
- 法律界人士：有律师及法律工作者在接受媒体访问时表示，《广告法》明确广告不得出现含有淫秽和色情内容，如最后证实该事件系优衣库的营销行为，可处20万至100万的罚金，认定情节严重可吊销营业执照。且通过网络平台传播不雅视频同样违法。根据《刑法》有关规定，可立案追诉，处二年以下有期徒刑、拘役或者管制。针对视频中男女主角行为，成年男女自愿发生性关系本身并不违法，但依据《治安管理处罚法》第四十四条有关规定，在公共场所故意裸露身体，情节恶劣的，可处5日以上10日以下拘留。同时，在公共场合发生性关系也应受到道德谴责。但相关律师同时也表示，试衣间是否为公共场所也存在一定争议。[29][30]法律专家高一飞认为，对于当事男女，若非本人主动将视频传播，本人并无法律上的责任。而上传视频者应当承担传播淫秽物品的治安行政方面的责任，传播广泛、情节严重的甚至涉嫌传播淫秽物品罪。另外，如果是违背视频中当事人意愿而上传视频，上传者除涉嫌传播淫秽物品罪，还应当承担侵犯他人隐私的民事责任，情节严重的，还要承担损害他人名誉的侮辱罪的刑事责任。律师丁金坤亦认为，如果当事男女出于自娱自乐而自拍，虽有伤风化，但最多只能是道德谴责。而视频传播者侵犯了视频男女的隐私权、名誉权、肖像权，散布个人隐私，涉嫌违反治安管理处罚法。情节严重的，甚至涉嫌传播淫秽物品罪。而相关网络发布平台默许不雅视频的传播，属于与视频发布者共同侵权，应承担连带责任。[31]律师钱列阳在接受媒体专访时表示，上传视频者构成犯罪，应当追究刑事责任。而其他起到次要作用的助推者，若情节并非很恶劣、作用不很大的，不构成犯罪的，可采取行政处罚手段。他同时表示，两名当事人从警方公布的情况看，其行为不足以构成刑事犯罪，不够追究刑事责任，但是其行为发生在试衣间这种公共场所，可以按照《中华人民共和国治安管理处罚法》进行行政处罚。[16]
- 台湾艺人伊能静：7月15日凌晨2时许，台湾女艺人伊能静发表微博声援受视频外流困扰的女生，但没有直接表明其评论针对此一事件，但网络舆论普遍认为伊能静言论意指此一事件。评论支持涉及此一类事件的女性勇于保护自身权利，不被舆论消费。同日早上9时左右，伊能静再次发布微博，直接援引《中华人民共和国刑法》第三百六十四条条文指“传播淫秽影片、音像、图片或者其他淫秽物品”视情节轻重不同程度地违反《刑法》有关规定，但并未做更多评论。[32]

## 后续影响
7月15日，有众多网友前往涉事的优衣库三里屯太古里门店驻足围观并在门前合影。门店内试衣间外亦安排工作人员对顾客进行引导。有报道称，有两名年轻男子意图进入同一间试衣间，但被工作人员制止。工作人员也拒绝了媒体的采访要求。此外，也有报道引述工作人员称，男女共入更衣室一直不被允许，但无法给出具体解释。据媒体报道，有顾客拿起手机试图拍照也遭到了店员的制止。

### 媒体报道
事件发生的同时，日本媒体及其他海外媒体均给予一定关注，做了相关报道。日媒报道引述日本网民对此事件评论分化，有网民认为这是中国人“素质差、没教养”的表现，但也有网民认为这是受到日本出品的色情片的不良影响，还有网民对此事件反应平淡，只是认为发生行为的场所不当。日本网民亦质疑此事件是否为优衣库方面的“广告策略”，认为这将伤及优衣库的品牌形象。报道同时引述韩国媒体《先驱经济报》的报道，称此事件在韩国国内也引起轩然大波，韩国互联网上的事件搜索量达到1200万次，且优衣库在韩国的形象也有所受损。此外，诸多韩国媒体对此事件主要经过做了简要报道且附上了经过马赛克处理的视频图片，强调该视频在中国互联网上所引发的广泛关注。

事件发生后，在新浪微博上搜索相关词汇均遭屏蔽

7月16日，官方媒体《人民日报》在第五版发表该报总编室评论员姜赟的署名文章《暧昧营销，别拿情色当创意》指，创意营销不能挑战法律和道德的底线。文中更斥责，一大波品牌公关、段子手快速跟进，各种品牌借势该事件，费尽心思憋出文案，“大打情色擦边球，博取点击和眼球”。文章还表示，无论是“原创”的营销还是跟风炒作，使用或者转发这一视频，都或已侵害了当事人的隐私权，甚至触犯相关法条。无论有无“推手”，对当事人信息进行人肉搜索的做法，既可能属非法范畴，也对网络空间环境造成损害。同日，《人民日报》（海外版）官方微信账号“侠客岛”发表署名“司徒格子”的文章批评围观该事件的网民“幼稚”，行文由古及今，以文艺风格的写法反思人类文明进步史及舆论场的历史演进。文中称视频事件“不过是熟谙人性者在戏弄人类文明，挣点酒钱罢了”。但该文亦被部分网民指“故作清高”，有网民认为此一事件在网络爆红属舆论界的正常状况，全世界范围内均如此，不应对中国网络场的热炒行为过分苛责。
同日，《人民日报》旗下子报《环球时报》发表署名“单仁平”的文章《试衣间“性爱门”，哭笑不得的八卦时代》。文中指，如今的互联网世界很像是“八卦的登峰造极”，是一个真正的“八卦时代”。文中还称，“八卦的兴致根本压不住”，处理了这一事件，还会有别的事件。文章认为更紧要的事在于通过八卦搞清互联网社会一些本质的东西，使当局必须推进的社会建设能与互联网的现实真正实现对接。文章认为，有关当局在互联网的环境中推动传统社会以理性为基础的“正能量”，会遇到诸多不确定的曲折，必须客观求实，必须充满耐心，也必须有方法上的彻底创新。

### 内容审查
在中国国家网信办约谈新浪、腾讯负责人后，两家公司开始对旗下社交网络平台上的有关该事件的微博、动态进行清理。新浪微博上含有“优衣库”关键词的搜索结果均无法正常显示，提示“根据相关法律法规和政策，‘×’搜索结果未予显示”，但搜索“三里屯”可以获得部分搜索结果，主要为主流媒体账号对此事件的报道及分析，及少部分的网民微博言论。

### 传播者处罚
2015年7月19日，北京警方发布声明，称一名来自黑龙江齐齐哈尔市的19岁男子因涉嫌将淫秽内容上传至新浪微博被拘留。另有其他三人因涉嫌传播这些内容被拘留。

### 马伊娜冒充女主角
2020年8月左右，中国大陆网络传播，有女艺人以马伊娜之名、事件女主角身份进行演出。8月11日，全国扫黄打非办在官方微博发表消息，指是女演员张某莉以艺名马伊娜，假冒事件女主角进行虚假宣传、炒作牟利。马伊娜并非女主角姓名。“目前，广东、江西‘扫黄打非’部门已组织对涉事人员及其幕后推手开展调查，严肃查处违法违规行为”。12月28日，全国扫黄打非办列出2020年“扫黄打非”十大热点网络话题，第六即是“核查所谓‘优衣库’不雅视频女主角演出事件真相”。